# Xysticus bermani
Xysticus bermani är en spindelart som beskrevs av Yuri M. Marusik 1994. Xysticus bermani ingår i släktet Xysticus och familjen krabbspindlar. Inga underarter finns listade i Catalogue of Life.